# Hamataliwa marmorata
Hamataliwa marmorata là một loài nhện trong họ Oxyopidae.
Loài này thuộc chi Hamataliwa. Hamataliwa marmorata được Eugène Simon miêu tả năm 1898.